# Põitse
Põitse (vroeger ook wel Pöitse, Duits: Poitsi) is een plaats in de Estlandse gemeente Muhu, provincie Saaremaa. De plaats heeft de status van dorp (Estisch: küla).

## Bevolking
Het dorp had 29 inwoners op 31 december 2011 en ook 29 inwoners op 31 december 2021.

## Ligging
Ten westen van Põitse ligt het beschermde natuurgebied Ranna-Põitse hoiuala (2,3 km²).

## Geschiedenis
Põitse werd in 1645 voor het eerst genoemd onder de naam Peuduste, een dorp in de Wacke Painisell. Een Wacke was een administratieve eenheid voor een groep boeren met gezamenlijke verplichtingen. Vanaf de 17e eeuw lag Põitse op het landgoed Tamse, een kroondomein.